# Gregorio Ladino
Gregorio Ladino Vega (* 18. Januar 1973 in San Mateo, Boyacá) ist ein ehemaliger kolumbianischer Radrennfahrer.
Gregorio Ladino fuhr zum ersten Mal 1996 bei Postobón-Manzana für ein Radsportteam mit UCI-Lizenz. Nach langjähriger Mitgliedschaft bei verschiedenen national registrierten Mannschaften fuhr er ab 2006 bei dem mexikanischen Continental Team Tecos de la Universidad Autónoma de Guadalajara wieder auf internationaler Ebene. Zu seinen wichtigsten Erfolgen zählen der zweite Platz in der Gesamtwertung der UCI America Tour 2006 hinter seinem Landsmann José Serpa, die Siege in der UCI America Tour 2009 und 2010, seine Goldmedaille bei den Panamerikanischen Meisterschaften 2009 und zahlreiche Gesamtsiege bei amerikanischen Etappenrennen.

## Erfolge
1995
- Nachwuchswertung Vuelta a Colombia

1997
- Gesamtwertung Vuelta a Costa Rica
- eine Etappe Vuelta a Colombia

1998
- eine Etappe Vuelta a Costa Rica

2000
- zwei Etappen Vuelta a Guatemala

2001
- eine Etappe und Sprintwertung Vuelta a Colombia
- eine Etappe und Gesamtwertung Vuelta a Guatemala
- eine Etappe und Gesamtwertung Vuelta a Costa Rica

2003
- Gesamtwertung Vuelta a la Independencia Nacional
- eine Etappe Vuelta a Costa Rica
- eine Etappe Clásico Ciclístico Banfoandes

2006
- Gesamtwertung Vuelta a El Salvador

2007
- eine Etappe Vuelta a El Salvador

2008
- eine Etappe Vuelta a Cuba
- eine Etappe und Gesamtwertung Tour of the Gila
- eine Etappe Doble Sucre Potosí Gran Premio
- eine Etappe Vuelta a Chihuahua
- zwei Etappen und Gesamtwertung Vuelta Ciclista Chiapas

2009
- zwei Etappen Doble Sucre Potosí Gran Premio
- Panamerikameister – Straßenrennen
- Gesamtwertung UCI America Tour
- eine Etappe und Gesamtwertung Vuelta a Bolivia

2010
- Gesamtwertung UCI America Tour

2011
- eine Etappe Vuelta Ciclista Chiapas

## Teams
- 1995 Manzana-Postobón Aficionado
- 1996 Postobón-Manzana
- 1997 Caprecom-Zapatos Kioo’s
- 1998 Petróleos de Colombia-Energía Pura/Canel’s Turbo
- 1999 Aguardiente Cristal-Chec/Canel’s Turbo
- 2001 Canel’s Turbo/Aguardiente Nectar/Café de Costa Rica-Pizza Hut
- 2002–2004 Canel’s Turbo
- 2005–2009 Tecos de la Universidad Autónoma de Guadalajara
- 2010 Boyacá Orgullo de America
- 2011 Canel’s Turbo